# Siro Angeli
Siro Angeli (Cavazzo Carnico, 27 settembre 1913 – Tolmezzo, 22 agosto 1991) è stato un poeta, drammaturgo e sceneggiatore italiano.

## Biografia
La sua formazione culturale risentì degli influssi di alcune tra le principali correnti letterarie del Novecento, quali il crepuscolarismo e l'ermetismo. Frequentò il ginnasio-liceo "Jacopo Stellini" di Udine, e in seguito fu ammesso alla Scuola Normale Superiore di Pisa dove fu allievo di Attilio Momigliano e Luigi Russo, con il quale si laureò nel 1939 con una tesi sul teatro di Agnolo Fiorenzuola. Nel corso degli anni Trenta conobbe e strinse amicizia con i poeti Giorgio Caproni e Alfonso Gatto, con il pittore Renato Guttuso e con il figlio di Luigi Pirandello, Stefano.
Nel 1937 debuttò come poeta con la raccolta Il fiume va che fu recensita favorevolmente da Diego Valeri, contemporaneamente mise il scena il suo primo dramma teatrale, La casa, che costituì il primo tassello della cosiddetta “Trilogia carnica” che sarà completata da Mio fratello il ciliegio e Dentro di noi. La sua attività di drammaturgo fu apprezzata da Silvio d'Amico, che nel secondo dopoguerra lo chiamò a collaborare alla realizzazione dell'Enciclopedia dello Spettacolo. Di ritorno dalla guerra, combattuta in Russia, sposò Liliana Guidotti, da cui ebbe il figlio Glauco. Dal 1945 visse a Roma. Alla morte della moglie (1953) entrò in Rai come funzionario dei servizi di prosa radiofonici del terzo programma, passando in seguito a Radio 1 come vice-direttore, incarico che ricoprì fino al 1977.
A partire dagli anni Sessanta intensificò la sua produzione poetica,  particolarmente apprezzata dalla critica in quanto Angeli seppe coniugare la rigorosa tradizione classica e umanistica, che costituiva una parte fondamentale della sua formazione culturale, ad un profondo interesse per correnti che caratterizzarono la poesia italiana del Novecento, prima fra tutte l'ermetismo. Nel 1976 vinse il Premio Nazionale Letterario Pisa per la sezione Poesia.
Nel 1981 recitò la parte di Barbe Zef, nel discusso sceneggiato "Maria Zef" diretto da Vittorio Cottafavi e tratto dall'omonimo racconto di Paola Drigo. Sposò in seconde nozze la poetessa Alida Airaghi, da cui ebbe due figlie, Daria e Silvia. Trascorse gli ultimi anni della sua vita a Zurigo. Morì il 22 agosto del 1991 all'ospedale di Tolmezzo, colpito da un ictus, mentre trascorreva un periodo di riposo nel natìo borgo di Cesclans, dov'è tuttora sepolto.

## Opere

### Poesia in italiano
.  Al mio lago (1937)
- Il fiume va, Udine ed. La Panarie, 1937;
- Erba tra i sassi, Venezia, Le Tre Venezie, 1941;
- Il grillo della Suburra, Bologna, Segnacolo, 1 ed., 1960;
- L'ultima libertà, Milano, Mondadori, 1962;
- Il grillo della Suburra, Roma, Barulli, 2 ed., 1975, (con prefazione di Alfonso Gatto);
- Màtia Mou, Padova, Rebellato, 1976;
- Da brace a cenere, Roma-Bari, Lacaita 1986, (con prefazione di Attilio Bertolucci);
- Il grillo della Suburra, Milano, Scheiwiller, 3 ed., 1990;

### Poesia in friulano
- L'Âga dal Tajament, Tolmezzo, Stabilimento tipografico Carnia, 1976;
- Barba Zef e jò, 1985;

### Narrativa
- Figlio dell'uomo, Milano, Edizioni Paoline, 1989;

### Teatro
- La casa, 1937;
- Mio fratello il ciliegio, 1937;
- Dentro di noi, 1939;
- Battaglione allievi, 1940;
- Assurdo, 1942;
- Male di vivere, 1951;
- Odore di terra, 1957;
- Grado Zero, 1977;

## Filmografia
- La fiamma che non si spegne, regia  di Vittorio Cottafavi (1949)
- Amori e veleni (1950)
- Abbiamo vinto (1950)
- Una donna ha ucciso, regia  di Vittorio Cottafavi (1951)
- L'ingiusta condanna, regia di Giuseppe Masini (1952)
- Donne proibite, regia di Giuseppe Amato (1953)
- Traviata '53, regia di Vittorio Cottafavi (1953)
- Infame accusa, regia di Giuseppe Vari (1953)
- La mia vita è tua, regia di Giuseppe Masini (1954)
- Avanzi di galera, regia di Vittorio Cottafavi (1955)
- Gioventù sul mare
- L'ingiusta condanna
- Il cielo brucia
- Terra straniera
- Suor Letizia  (1956)
- Saranno uomini (1958)
- Maria Zef, regia di Vittorio Cottafavi (1981)

## Convegni
- Siro Angeli, 18 settembre 1993, nell'ambito del Premio Letterario Nazionale "Carnia";
- Siro Angeli, un posto sicuro nella Letteratura Nazionale. Le inedite poesie giovanili: nuove prospettive interpretative della sua poesia. Cesclans 9 agosto 2008;
- Siro Angeli, "quando vivevo di pane e di sole..." a vent'anni dalla scomparsa. Tolmezzo-Cesclans, 10-11 settembre 2011;
- Siro Angeli, nel centenario della nascita. Cesclans, 27-29 settembre 2013;
- Siro Angeli. Posso affermare che esisto 1991-2021. Tolmezzo-Cesclans-Cavazzo Carnico, 21-22-28 agosto 2021;